# Svarta klippan
Svarta klippan este o arie protejată (arie specială de conservare — SAC, sit de importanță comunitară — SCI) din Suedia întinsă pe o suprafață de 16,1 ha, integral pe uscat.

## Localizare
Centrul sitului Svarta klippan este situat la coordonatele 56°46′59″N 13°12′39″E / 56.7831°N 13.2109°E.

## Înființare
Situl Svarta klippan a fost declarat sit de importanță comunitară în ianuarie 1997 pentru a proteja un număr necunoscut de specii din flora spontană și fauna sălbatică aflate în arealul zonei. Situl a fost protejat și ca arie specială de conservare în martie 2011.

## Biodiversitate
Situată în ecoregiunea boreală, aria protejată conține 3 habitate naturale: Păduri de fag Luzulo-Fagetum, Pante stâncoase silicioase cu vegetație casmofită, Izvoare fino-scandinave și mlaștini produse de izvoare bogate în minerale.
La baza desemnării sitului se află un număr nedeclarat de specii protejate.